# Холокост в Кореличском районе
Холокост в Коре́личском районе — систематическое преследование и уничтожение евреев на территории Кореличского района Гродненской области оккупационными властями нацистской Германии и коллаборационистами в 1941—1944 годах во время Второй мировой войны, в рамках политики «Окончательного решения еврейского вопроса» — составная часть Холокоста в Белоруссии и Катастрофы европейского еврейства.

## Геноцид евреев в районе
Кореличский район был полностью оккупирован немецкими войсками в июле 1941 года, и оккупация продлилась более трёх лет — до июля 1944 года. Нацисты включили Кореличский район в состав территории, административно отнесённой в состав рейхскомиссариата «Остланд» генерального округа Белорутения.
Вся полнота власти в районе принадлежала зондерфюреру — немецкому шефу района, который подчинялся руководителю округи — гебитскомиссару. Во всех крупных деревнях района были созданы районные (волостные) управы и полицейские гарнизоны из белорусских, польских и украинских коллаборационистов.
Для осуществления политики геноцида и проведения карательных операций сразу вслед за войсками в район прибыли карательные подразделения войск СС, айнзатцгруппы, зондеркоманды, тайная полевая полиция (ГФП), полиция безопасности и СД, жандармерия и гестапо.
Одновременно с оккупацией нацисты и их приспешники начали поголовное уничтожение евреев. «Акции» (таким эвфемизмом гитлеровцы называли организованные ими массовые убийства) повторялись множество раз во многих местах. В тех населенных пунктах, где евреев убили не сразу, их содержали в условиях гетто вплоть до полного уничтожения, используя на тяжелых и грязных принудительных работах, от чего многие узники умерли от непосильных нагрузок в условиях постоянного голода и отсутствия медицинской помощи.
За время оккупации практически все евреи Кореличского района были убиты, а немногие спасшиеся в большинстве воевали впоследствии в партизанских отрядах.
Самые массовые убийства евреев произошли в поселках Мир и Кореличи, деревнях Турец (450 человек), Криничное, Еремичи.

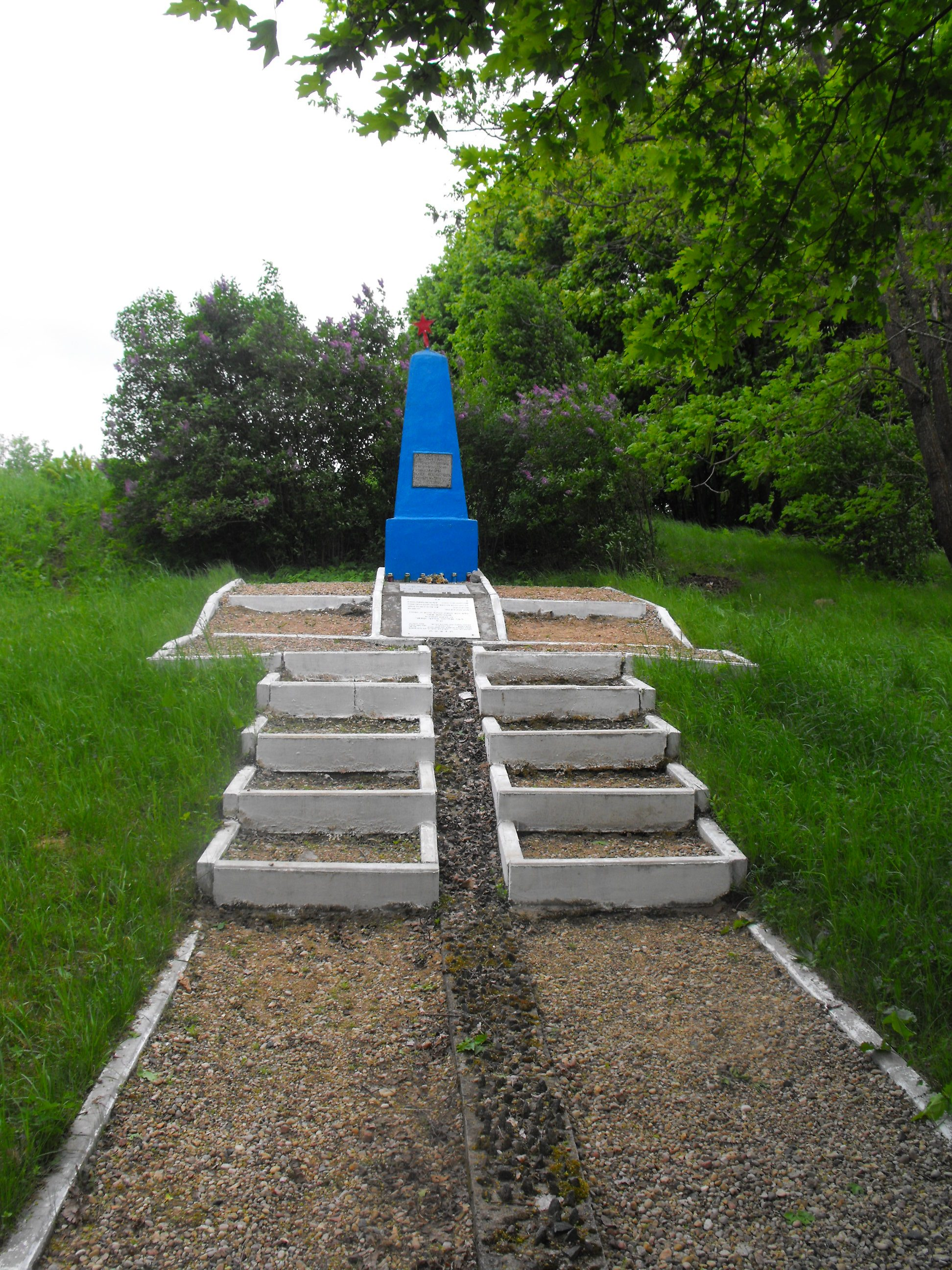
Мемориал на месте убийства евреев в Мире

В убийстве евреев, кроме айнзатцгрупп, активное участие всегда принимали и силы вермахта. В Кореличском районе убийство евреев в поселке Мир (9 ноября 1941 года) и в деревне Турец было проведено солдатами 11-го литовского пехотного батальона 727-го пехотного полка.

## Гетто
Оккупационные власти под страхом смерти запретили евреям снимать желтые латы или шестиконечные звезды (опознавательные знаки на верхней одежде), выходить из гетто без специального разрешения, менять место проживания и квартиру внутри гетто, ходить по тротуарам, пользоваться общественным транспортом, находиться на территории парков и общественных мест, посещать школы.
Немцы, реализуя нацистскую программу уничтожения евреев, создали на территории района 4 гетто.
- Из гетто посёлка Кореличи (июль 1941 — 2 июня 1942) более 700 ещё живых к июню 1942 года евреев были вывезены и убиты в Новогрудском гетто.
- В гетто поселка Мир (сентябрь 1941 — 13 августа 1942) были убиты 2900 евреев.

### Гетто в Еремичах
Деревня Еремичи была оккупирована с 27 июля 1941 года до 8 июля 1944 года. После оккупации евреев обязали носить желтые латы и использовали на ежедневных принудительных работах. К осени 1941 года евреев Еремичей согнали в гетто, под которое немцы отвели два дома.
28 октября 1941 года узников с вещами собрали на рынке, отобрали у них все ценности, а 20 человек увели и убили около деревни. 4 ноября 1941 года немцы и местная полиция под руководством коменданта Столбцов Людвига Гёбеля и коменданта полиции из деревни Турец Петра Галицкого убили последних евреев Еремичей — от 79 до 97 человек. Несколько молодых евреев сумели убежать и примкнули к партизанам.
В 1966 году на братской могиле расстрелянных был установлен памятник.

### Гетто в Турце
Посёлок Турец был оккупирован с конца июня 1941 года до 8 июля 1944 года.
Евреи Турца оказались в гетто. В октябре 1941 года немцы их ограбили, забрав все ценности. В конце этого же месяца немцы с местной полицией выбрали 50 узников и расстреляли около еврейского кладбища. Затем около 100 мужчин-евреев отправили на принудительные работы в Новый Свержень.
4 (или 5) ноября 1941 года немцы под командованием Людвига Гёбеля, коменданта Столбцов, командира 8 роты 727 пехотного полка, вместе с полицаями расстреляли последних евреев Турца — около 500 человек.
В 1966 году на братской могиле был поставлен обелиск.

## Случаи спасения и «Праведники народов мира»

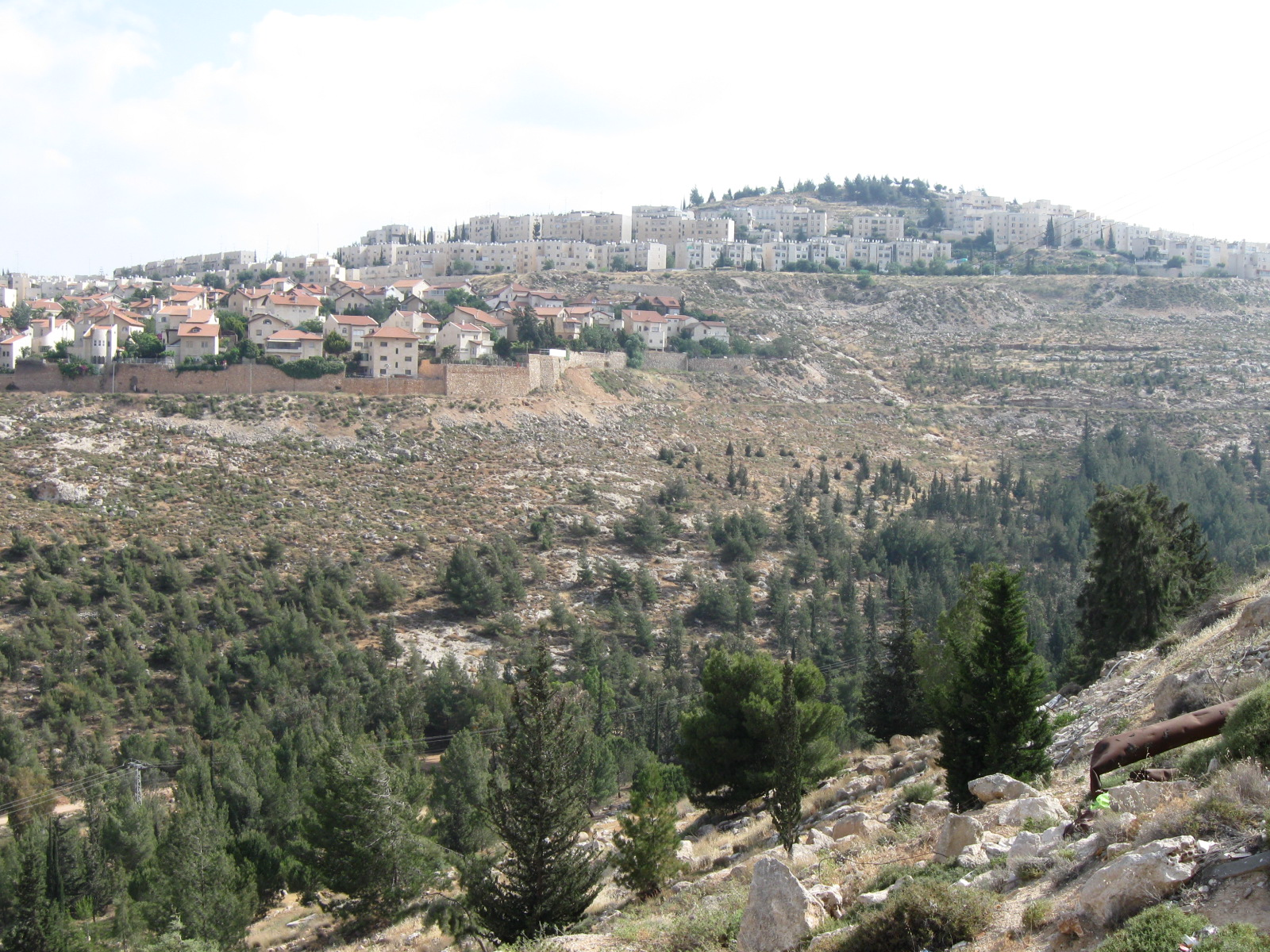
Роща «Лес Мира» в Иерусалиме

В Кореличском районе 2 человека — Софья и Игнат Ермоловичи — были удостоены почетного звания «Праведник народов мира» от израильского мемориального института «Яд Вашем» «в знак глубочайшей признательности за помощь, оказанную еврейскому народу в годы Второй мировой войны». В поселке Мир они спасли Закхайм (Копелович) Цилю — прятали её у себя дома, а после переправили в партизанский отряд братьев Бельских.

## Организаторы и исполнители убийств
Комиссией ЧКГ было установлено, что главными виновниками убийств в Мире были: коменданты районной полиции Серафимович Семён и Панкевич; переводчик жандармерии и палач Бакунович Андрей; помощник коменданта районной полиции и комендант Мирского СД Мазурок Иван; бургомистр районной управы Белянович; служащие СД Слинко Иосиф и Демидович Антон; полицаи Куликовский Адольф, Мискевич Ибрагим, Барашко Владимир, Стома Иван, Левкович Виталий, Левкович Пётр, Хиневич Пётр, Полуян, Гурский Александр, Личко Иван Константинович, Шкода Пётр Петрович, Попко Борис Антонович, Печенко Василий, Сакович Фома и Тюрин, Стотько Виктор Иосифович, Стотько Леонид Иосифович, Рудик Михаил Павлович, Бочковский Владимир Юзефович, Авдейчик Лев и Бересневич Иосиф.
В местечке Турец убийства евреев организовывали: комендант полиции Галецкий (Галицкий) Пётр; полицаи: Юрис Дмитрий Иванович, Бунчук Иван Иосифович, Панько Николай Арсентьевич, Машко Василий Мартынович, Барейко Николай Андреевич, Рачок Василий Митрофанович. В деревне Жуховичи массовые расстрелы проводили: комендант полиции Мацук Михаил и полицаи Бахрушин Михаил, Левкович Затя, Мартыневский Иван, Мартыневский Николай Иосифович, Кондзера Иван Васильевич.

## Память
Опубликованы неполные списки жертв геноцида евреев в Кореличском районе.
В Кореличском районе установлены три памятника на братских могилах жертв Холокоста — все они находятся в Мире.
Также в память погибших евреев Мира Еврейский национальный фонд совместно с общиной Иерусалима посадили рощу к северу от иерусалимского района Писгат-Зеэв и назвали её «Лес Мира».